# معاون وزیر نیروی دریایی

پرچم شخصی مورد استفاده معاونان وزیر نیروی دریایی و همچنین مشاور کل نیروی دریایی.

معاون وزیر نیروی دریایی (انگلیسی: Assistant Secretary of the Navy), (ASN) عنوانی است که به برخی از مقامات ارشد غیرنظامی در وزارت نیروی دریایی ایالات متحده داده می‌شود.
از سال ۱۸۶۱ تا ۱۹۵۴، معاون وزیر نیروی دریایی دومین مقام عالی غیرنظامی در وزارت نیروی دریایی بود (که به وزیر نیروی دریایی ایالات متحده گزارش می‌داد). این نقش از آن زمان با دفتر معاون وزیر نیروی دریایی جایگزین شده و دفتر معاون وزیر نیروی دریایی منسوخ شده است. با این حال، تعدادی از دفاتر عبارت «معاون وزیر نیروی دریایی» را در عنوان خود دارند (برای جزئیات بیشتر به زیر مراجعه کنید).
در حال حاضر، چهار معاون وزیر نیروی دریایی وجود دارد که هر یک به وزیر نیروی دریایی و معاون وزیر نیروی دریایی گزارش می‌دهند و به آنها کمک می‌کنند:
- معاون وزیر نیروی دریایی (تحقیق، توسعه و اکتساب)
- معاون وزیر نیروی دریایی (امور نیروی انسانی و ذخیره)
- معاون وزیر نیروی دریایی (مدیریت مالی و حسابرسی)
- معاون وزیر نیروی دریایی (انرژی، تأسیسات و محیط زیست)
- مشاور کل نیروی دریایی از نظر رتبه معادل چهار معاون وزیر است.